# Football Club de Gueugnon
O Football Club de Gueugnon é um clube de futebol da França, da cidade de Gueugnon.

## Títulos
- Copa da Liga Francesa: (1)
  - 1999-00
- Ligue 2: (1)
  - 1978-79
- Championnat National 2: (2)
  - 1946-47 e 1951-52
- Ligue de Bourgogne: (4)
  - 1945–46, 1946–47, 1947–48 e 1956–57
- DH Bourgogne: (1)
  - 2012-13